# Richard Stanley Peters
Richard Stanley Peters (* 31. Oktober 1919 in Mussoorie, Indien; † 30. Dezember 2011 in London) war ein britischer Philosoph.
Seine Arbeit erstreckte sich hauptsächlich auf den Gebieten der politischen Theorie, der philosophischen Psychologie und schließlich der Philosophie der Erziehung.

## Biografie
Peters wurde 1919 in Indien geboren. Er verbrachte seine Kindheit bei seiner Großmutter in England. 1933–1938 besuchte er das Internat Clifton College in Bristol. Im Zweiten Weltkrieg leistete er mit Freunden Krankenwagendienst. Aus seiner Ehe (1942) gingen ein Sohn und zwei Töchter hervor.

### Akademische Laufbahn
Peters studierte am Queen’s College der Universität Oxford und erhielt 1942 den Bachelor of Arts. Ab 1944 unterrichtete er an der Sidcot Grammar School in Somerset. Er war Teilzeit-Dozent am Birkbeck College der University of London, wo er auch Philosophie und Psychologie studierte. 1949 machte er seinen Doktor der Philosophie (Ph. D.). Von 1949 bis 1958 war er dort als Vollzeit-Dozent beschäftigt. Danach bis 1962 Reader in Philosophie. 1961 hatte er eine Gastprofessur für Erziehung an der Harvard University, im darauf folgenden Jahr an der Australian National University.
Von 1962 bis zu seiner Emeritierung 1983 war Peters Professor der Philosophy of Education am Institute of Education (gegründet 1947) der University of London. 1971 war er Dekan des Instituts. Unter seiner Führung wuchs das Institut sehr schnell und bestimmte maßgeblich die Entwicklung der Philosophie der Erziehung in England.
Peters arbeitet dort u. a. mit Paul H. Hirst zusammen, der später Professor für Erziehung am King’s College London und an der Universität Cambridge wurde. Andere berühmte Akademiker dieser Zeit an dem Institut waren R. K. Elliott, David Cooper, John White, Patricia White und der späte Robert Dearden.

## Werk
Bekannt wurde Peters vor allem durch seine Arbeit auf dem Gebiet der Philosophie der Erziehung.
Doch beschäftigten sich v. a. seine frühen Schriften mit Psychologie, genauer mit einer philosophischen Betrachtung psychologischer Gegenstände. So forschte er auf dem Gebiet der Motivation, über Emotionen, Persönlichkeit sowie Verhalten und die Beziehung zwischen Vernunft und Begierde. Davon ausgehend richtete sich sein Blick aber immer auf Probleme, die mit Education zusammenhängen.
Peters wichtigstes Werk ist „Ethics and Education“. Mit dieser und den folgenden Veröffentlichungen beeinflusste er maßgeblich die Entwicklung der Philosophy of Education in Großbritannien, ja weltweit. Denn er untersuchte im Sinne der analytischen Philosophie den Begriff der Erziehung. Zentrales Werkzeug dabei ist die Begriffsanalyse. So sah Peters zwei wesentliche Aspekte im Begriff der Erziehung: Die normative und die kognitive Dimension. Also einmal dass Erziehung etwas Wertvolles erreichen will. D. h. der Erziehende will den zu Erziehenden in einen Zustand bringen, den jener als wertvoll betrachtet. Zweitens sei dies mit der Entwicklung von Wissen und Verstehen (in Breiten und Tiefe) verbunden. Ferner sei dem Begriff eigen, dass dies Wertvolle auf moralisch vertretbare Weise zu erreichen versucht wird. Damit schließt Peters ausdrücklich Formen der Konditionierung aus dem Begriff „Erziehung“ aus.
Jedoch wurde an seiner frühen Untersuchung mehrfach kritisiert, dass er einen zu speziellen Begriff der Erziehung untersuchte und damit nicht immer allgemein anerkannte Elemente bzw. bei der Verwendung des Begriffs ihm innewohnende Prinzipien hervorhob. So wurde vor allem sein Einschluss von Wissen und Verstehen in den Begriff der Erziehung bezweifelt. Infolge der geäußerten Kritik gab Peters später zu, einen spezielleren Begriff zu untersucht zu haben. Er entsprach den Entgegnungen, indem er später das Ideal des Educated Man untersuchte.
Unzweifelhaft war Peters der bestimmende Mann für Philosophy of Education in England. Er begründete eine neue Herangehensweise, ferner gab er ihr über Jahrzehnte entscheidende Impulse und war maßgeblich bei der Erforschung des Begriffs beteiligt.

## Werke
- R. S. Peters: Education as initiation, 1964, in: R. D. Archambault (Hg.): Philosophical analysis and education. Routledge&Kegan Paul, London 1965, S. 87–111.
- R. S. Peters: Ethics and education. 5. Auflage, George Allen & Unwin LTD, London 1968. deutsch als: R. S. Peters: Ethik und Erziehung. In: W. Loch, H. Paschen, G. Priesemann (Hrsg.): Sprache und Lernen. Internationale Studien zur pädagogischen Anthropologie, Band 19, Düsseldorf 1972.
- R. S. Peters: The philosophy of education. 1966, in: J. W. Tibble (Hg.): The study of education. Routledge&Kegan Paul, London 1966, S. 59–89.
- R. S. Peters: What is an educational process?. 1967, in: R. S. Peters (Hg.): The concept of education. Routledge&Kegan Paul, London 1967, S. 1–23.
- R. S. Peters: Michael Oakeshott's philosophy of education. 1968, in: R. S. Peters: Essays on educators. George Allen & Unwin, London 1981, S. 89–109.
- R. S. Peters, P.H. Hirst: The logic of education. 2. Auflage, Routledge&Kegan Paul, London 1971, deutsch als: P. H. Hirst, R. S. Peters: Die Begründung der Erziehung durch die Vernunft. In: W. Loch, H. Paschen, G. Priesemann (Hrsg.): Sprache und Lernen. Internationale Studien zur pädagogischen Anthropologie, Band 18, Düsseldorf 1972.
- R. F. Dearden, P. H. Hirst, R. S. Peters (Hrsg.): Education and the development of reason. Routledge&Kegan Paul, London 1972.
- R. S. Peters (Hrsg.): The philosophy of education. Oxford University Press, London 1973.
- R. S. Peters: Psychology and ethical development. A collection of articles on psychological theories, ethical delopment and human understanding. George Allen & Unwin, London 1974.
- R. S. Peters: Education and the education of teachers. Routledge&Kegan Paul, London 1977.
- R. S. Peters: Moral development and moral education. George Allen & Unwin, London 1981.
- R. S. Peters: Philosophy of education. In: P. H. Hirst (Hg.): Educational theory and its foundation disciplines. Routledge&Kegan Paul, London 1983, S. 30–61.